# Ganser & Hanke
Ganser & Hanke Musikmarketing GmbH (als Marke Ganser & Hanke Media) mit Sitz in Hamburg war ein Musiklabel, bzw. ein Unternehmen im Bereich Vertrieb und Vermarktung von Tonträgern.
Ganser & Hanke gehörten über 1000 Lizenzverträge, darunter Musiktitel, Hörbücher, Comedy-Hörspiele und Ratgeber. 
Zu den erfolgreichen Titeln gehörten die Comedy Reihen Stenkelfeld und Frühstück bei Stefanie.
Im Jahr 2015 ging das Unternehmen in die Insolvenz.